# Gospodarka Senegalu

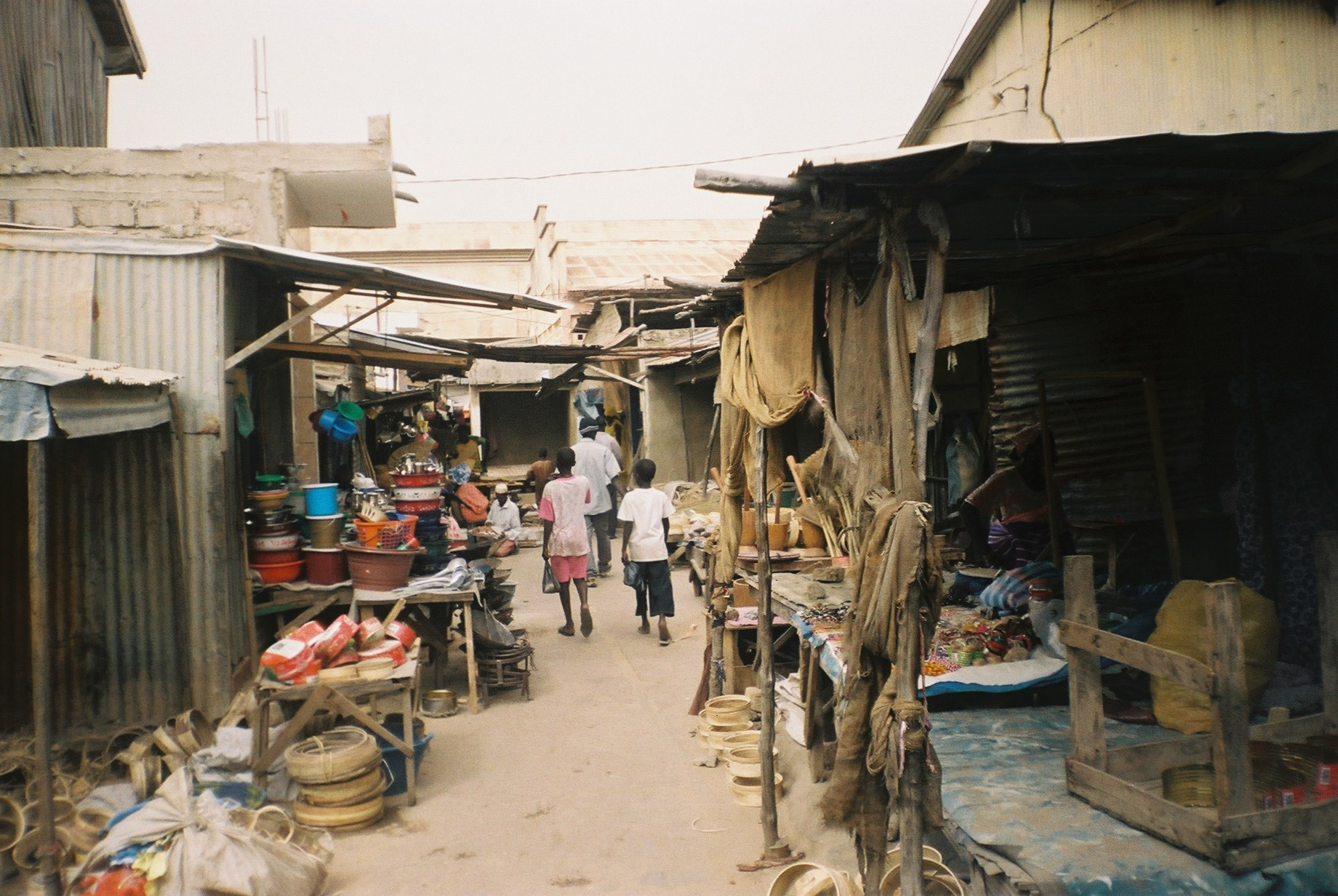
Targowisko w Kaolack

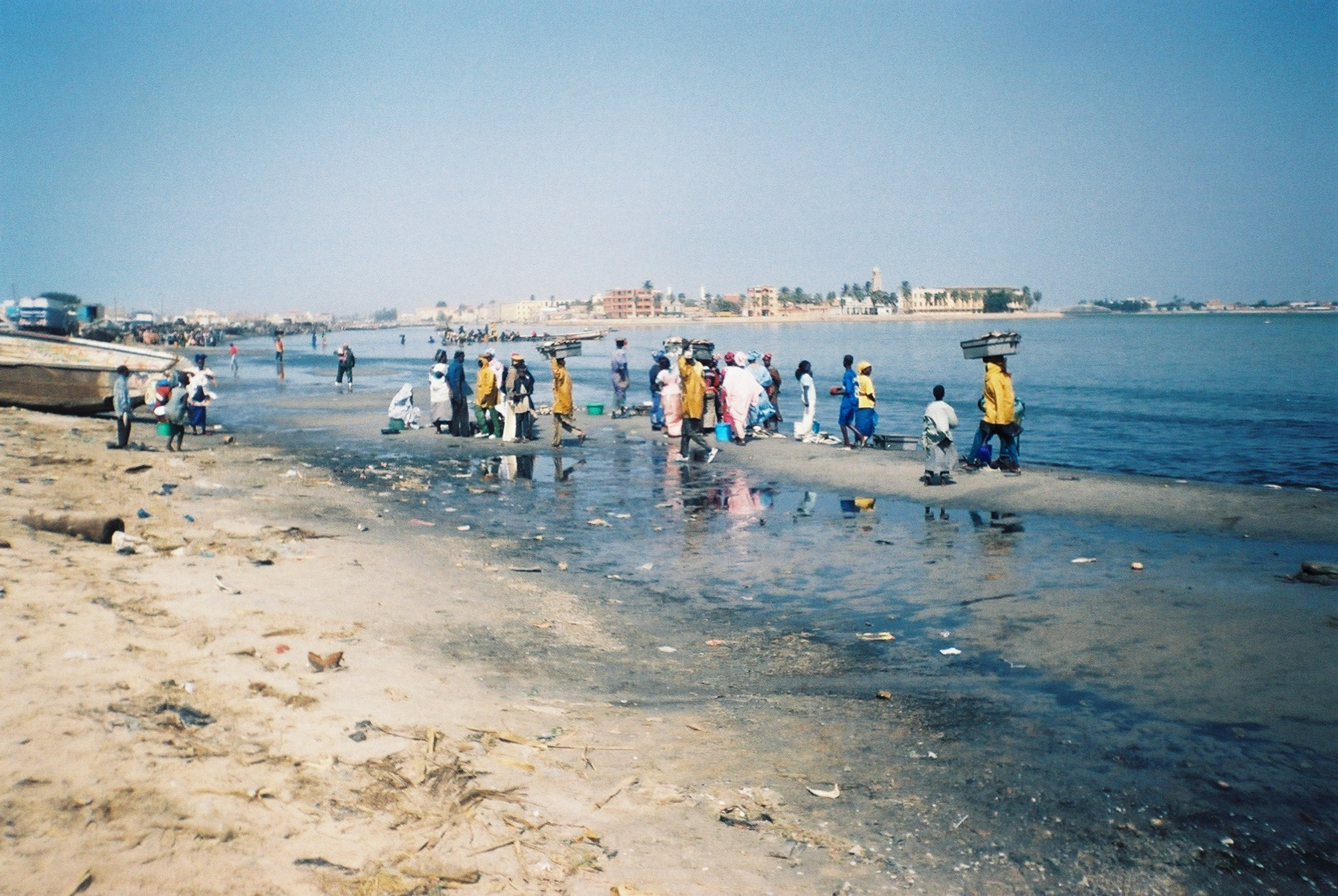
Rybacy wynoszą ryby na brzeg w okolicach Saint Louis

Gospodarka Senegalu – w Senegalu około 70% zatrudnionych pracuje w rolnictwie. Mimo dużego odsetka zatrudnionych w rolnictwie, dochody z tej gałęzi gospodarki stanowią tylko 19% PNB.
Walutą stosowaną w Senegalu jest frank CFA.
ONZ zalicza Senegal do grupy jednych z najsłabiej rozwiniętych państw świata (tzw. LDC – Least Developed Countries).

## Rolnictwo
Najbardziej dochodowymi uprawami są trzcina cukrowa, bawełna, ryż i warzywa, które powoli wypierają często do tej pory uprawiane orzeszki ziemne. Dodatkowo 35% zapotrzebowania żywnościowego kraju zaspokajane jest przez import. Na wybrzeżu Oceanu Atlantyckiego dużą rolę dla gospodarki odgrywa rybołówstwo.

## Przemysł
Pomimo faktu, iż Senegal jest najbardziej uprzemysłowionym państwem z krajów byłej Francuskiej Afryki Zachodniej, w miastach wciąż panuje wysokie bezrobocie i bieda. Poziom wzrostu gospodarczego w latach 90. XX wieku wyniósł ok. 5% rocznie, jednak większość dochodów znalazła się w prywatnych rękach elity politycznej kraju.
Podobnie jak we wszystkich krajach rozwijających się dużym problemem dla gospodarki jest zadłużenie zagraniczne. Mimo umorzenia 1 miliarda dolarów długu w ostatnich latach Senegal wciąż winien jest około 3,5 miliarda bankom komercyjnym i międzynarodowym organizacjom, takim jak Bank Światowy.

### Emisja gazów cieplarnianych
Emisja równoważnika dwutlenku węgla z terenu Senegalu wyniosła w 1990 roku 9,869 Mt, z czego tylko 2,397 Mt stanowił dwutlenek węgla, a głównym gazem cieplarnianym emitowanym przez ten kraj jest metan. W przeliczeniu na mieszkańca emisja wyniosła wówczas 317 kg dwutlenku węgla, a w przeliczeniu na tysiąc dolarów amerykańskich PKB – 137 kg. Od tego czasu emisje zasadniczo rosną w niedużym tempie, przy czym wzrost emisji samego dwutlenku węgla jest bardziej zauważalny. Głównym źródłem emisji dwutlenku węgla pochodzenia kopalnego cały czas były w stosunkowo podobnym stopniu transport i energetyka. W 2018 emisja dwutlenku węgla pochodzenia kopalnego wyniosła 10,7 Mt, a w przeliczeniu na mieszkańca 657 kg i w przeliczeniu na tysiąc dolarów PKB – 201 kg.

## Turystyka
Coraz większą rolę dla gospodarki kraju odgrywa także turystyka, z której wpływy sięgają blisko 15% całkowitych wpływów do budżetu, chociaż zainteresowaniem turystów cieszą się niemal wyłącznie tereny nad Oceanem Atlantyckim. Według danych rządowych w 1999 roku kraj odwiedziło ponad 500 000 turystów, większość z Francji, a także z Niemiec i krajów skandynawskich.

## Handel zagraniczny
W 2017 roku Senegal wyeksportował towary na kwotę 3,59 mld dolarów, a zaimportował produkty za 7,89 mld dolarów, co dało ujemne saldo handlowe w wysokości 4,3 mld dolarów. Najważniejsze produkty eksportowe Senegalu to m.in.: rafinowana ropa naftowa (za kwotę ok. 472 mln) kwas fosforowy (368 mln), złoto (365 mln) i cement (za kwotę około 214 mln). Główne towary importowe to surowa ropa naftowa (475 mln), ryż (442 mln), pakowane leki (205 mln) i samochody (198 mln).
Senegal najczęściej swoje towary eksportuje do: Mali (za łączną kwotę 780 mln dolarów), Indii (414 mln), Szwajcarii (295 mln), Chin (158 mln) i Hiszpanii (154 mln), zaś importują głównie z: Chin (za kwotę około 974 mln dolarów), Francji (961 mln), Indii (604 mln), Nigerii (491 mln) i Holandii (431 mln).